# Węgorza
Węgorza is een plaats in het Poolse district Goleniowski, woiwodschap West-Pommeren. De plaats maakt deel uit van de gemeente Osina en telt 380 inwoners.